# Cevins
Cevins är en kommun i departementet Savoie i regionen Auvergne-Rhône-Alpes i sydöstra Frankrike. Kommunen ligger i kantonen Albertville-Sud som tillhör arrondissementet Albertville. År 2022 hade Cevins 707 invånare.

## Befolkningsutveckling
Antalet invånare i kommunen Cevins
| Referens: INSEE |